# Peter Strauss
Peter Lawrence Strauss (Croton-on-Hudson, Nueva York; 20 de febrero de 1947), más conocido como Peter Strauss, es un actor de cine, televisión y teatro estadounidense. En los años 1970 alcanzó la fama, gracias a su papel de Rudy Jordache en la serie Rich Man, Poor Man.
Debutó en el cine en 1969 con la película Héroe, protagonizada por Michael Douglas. Fue junto a Candice Bergen el protagonista de su siguiente película, Soldier Blue, dirigida por Ralph Nelson, que exploraba una nueva vía dentro del western que comenzaba la decadencia en la que aún sigue. Aunque la película tuvo algo de éxito, no le valió a Peter Strauss para saltar al estrellato, y trabajó en películas más o menos de cierto interés como The Trial of the Catonsville Nine (1972), The Last Tycoon (1976), The Secret of NIMH (1982), El cazador del espacio (1983), Nick of Time (1995) y XxX 2.
Junto con su trabajo en el cine, comenzó a trabajar en televisión en series populares de ese momento, como Canon, Las calles de San Francisco o Mary Tyler Moore. En 1976, al protagonizar, junto con Nick Nolte, la serie Hombre rico, hombre pobre, basada en la novela de Irwin Shaw, se volvió exitoso en todo el mundo, y gracias a ella Nick Nolte realizó una carrera cinematográfica más importante.
El éxito de la novela propició una segunda parte en la que Peter Strauss fue el absoluto protagonista, aunque la serie no alcanzó el éxito de su precedente. En 1979, protagonizó el telefilme Jerico Mile, con el que consiguió un Emmy, premio al que había sido nominado por la mencionada serie, y volvió a ser nominado por Masada, otra miniserie de éxito que narraba la resistencia en la fortaleza Masada de los judíos frente a la dominación romana.
En 1985, volvió a trabajar en la miniserie Kane & Abel, basada en la novela de Jeffrey Archer, en la que su personaje, Abel Rosnovsky, recordaba al Rudy Jordache que le había dado fama, mientras que Sam Neill, al interpretar a William Lowel Kane, sustituía a Nick Nolte, cuya carrera ya estaba lanzada en esos momentos.
No ha dejado de trabajar, y su rostro sigue siendo conocido, si bien no ha conseguido que su fama y su carrera retomen los éxitos alcanzados en los setenta. Además de los trabajos mencionados, también ha trabajado en Broadway, donde hizo su debut en 1981.
Ha sido nominado a cinco Premios Globo de Oro, ha ganado un Emmy y ha sido nominado a otros tres.[cita requerida]